# Ndyuka jezici
Ndyuka jezici, podskupina surinamskih kreolskih jezika koji se govore na području sjevernog dijela Južne Amerike u Surinamu i Francuskoj Gijani, osobito oko Brokopondoa, Kouroua i uz surinamsko-francusko-gijansku granicu. 
Broj govornika koji se služe se dva jezika iznosi blizu 22.000, a jezike koje obuhvaća su aukan ili Ndjuká [djk] (22,090; od čega 6.590 u Francuskoj Gijani, 2000) i kwinti 130 (1980 popis) duž rijeke Coppename u Francuskoj Gijani, uzvodno od Kaimanstana and Witagrona.

## Vanjske poveznice
- Ethnologue (14th)
- Ethnologue (15th)